# 미야기현 제4구
미야기현 제4구(일본어: 宮城県第4区)는 일본의 중의원 선거구이다. 1994년 공직선거법이 개정되면서 신설되었다.

## 지역
- 시오가마시
- 다가조시
- 도미야시
- 미야기군
  - 시치가하마정
  - 리후정
- 구로카와군
  - 야마토정
  - 오히라촌
- 가미군

2013년 선거구 개편으로 오사키시의 옛 가시마다이 정, 마츠야마 정, 산본기 정 일대가 제4구에서 미야기현 제5구로, 옛 후루카와 시 일대가 제4구에서 미야기현 제6구로 넘어갔다. 또한 2017년 선거구 개편으로 미야기군 마쓰시마정과 구로카와군 오사토정이 미야기현 제5구로 넘어갔다.

## 역대 국회의원
| 선거          | 선거          | 의원            | 정당   |
| ------------- | ------------- | --------------- | ------ |
|               | 1996년 제41회 | 이토 소이치로   | 자민당 |
| 2000년 제42회 |               | 이토 소이치로   | 자민당 |
| 2001년 재보궐 | 이토 신타로   |                 | 자민당 |
| 2003년 제43회 | 이토 신타로   |                 | 자민당 |
| 2005년 제44회 | 이토 신타로   |                 | 자민당 |
|               | 2009년 제45회 | 이시야마 게이키 | 민주당 |
|               | 2012년 제46회 | 이토 신타로     | 자민당 |
| 2014년 제47회 |               | 이토 신타로     | 자민당 |
| 2017년 제48회 |               | 이토 신타로     | 자민당 |